# Poluição

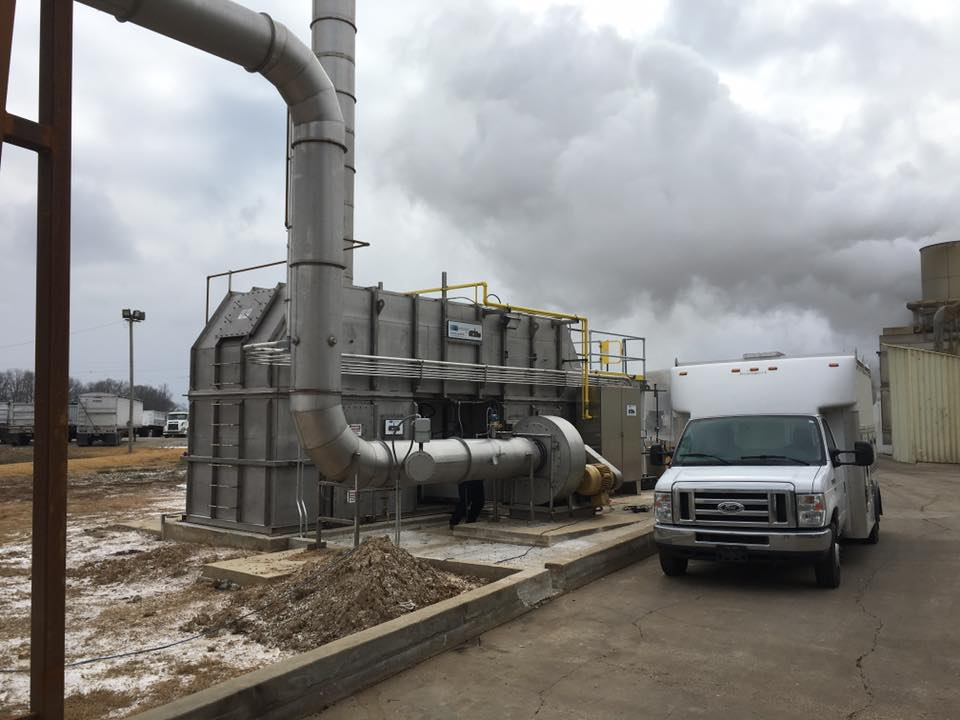
Poluição gerada por uma fábrica.

Por poluição entende-se a introdução pelo homem, direta ou indireta, de substâncias ou energia no ambiente, provocando um efeito negativo no seu equilíbrio, causando assim danos à saúde humana, aos seres vivos e aos ecossistemas.
Os agentes de poluição, normalmente designados por poluentes, podem ser de natureza química, biológica, ou apresentar-se sob a forma de energia, como nos casos de luz, calor ou radiação.
Mesmo produtos relativamente benignos da atividade humana podem ser considerados poluentes, se eles precipitarem efeitos negativos posteriormente. Os NOx (óxidos de azoto) produzidos pela indústria, por exemplo, são frequentemente citados como poluidores, embora a própria substância libertada, por si só não seja prejudicial.

## Poluição e contaminação
Contaminação indica a presença de uma substância em concentrações acima do que seria normal para uma área, região ou organismo (ou seja, acima do seu nível base). Já a poluição é a contaminação que resulta ou pode resultar em efeitos biológicos adversos para as comunidades residentes. Assim, um ambiente poluído é um ambiente contaminado mas o contrário não e necessariamente verdade. Ou seja, todos os poluentes são contaminantes mas nem todos os contaminantes são poluentes.

## Tipos de poluição
- Poluição atmosférica
- Poluição hídrica
- Poluição do solo
- Poluição sonora
- Poluição visual
- Poluição térmica
- Poluição luminosa
- Poluição radioativa

## Poluentes mais frequentes e seus efeitos

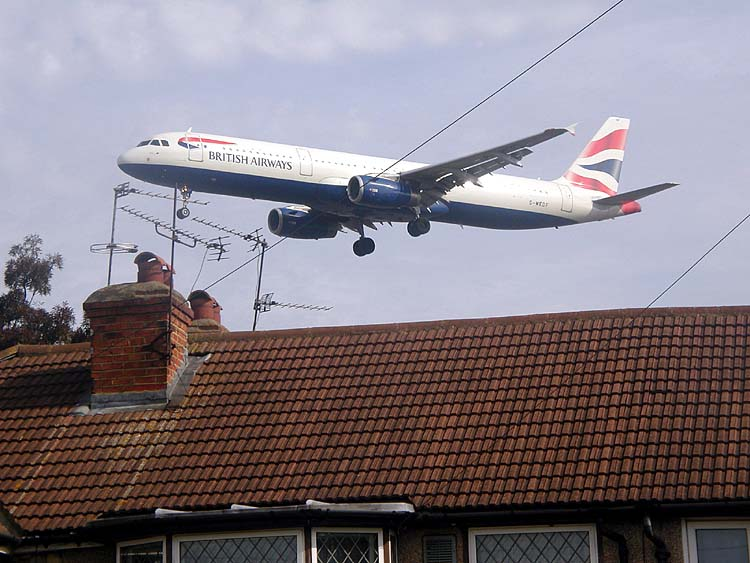
A Aviação civil é uma das maiores fontes de poluição sonora nas grandes cidades.

- Dioxinas - provenientes de resíduos, podem causar câncer, má-formação de fetos, doenças neurológicas, etc.
- Partículas de cansadez (materiais particulados) - emitidas por carros e indústrias, infectam os pulmões, causando asmas, bronquite, alergias e até câncer.
- Chumbo - metal pesado proveniente de carros, pinturas, água contaminada, indústrias. Afecta o cérebro, causando retardo mental e outros graves efeitos na coordenação motora e na capacidade de atenção.
- Mercúrio - tem origem em centrais elétricas e na incineração de resíduos. Assim como o chumbo, afeta o cérebro, causando efeitos igualmente graves.
- Pesticidas, Benzeno e isolantes (como o Ascarel) - podem causar distúrbios hormonais, deficiências imunológicas, má-formação de órgãos genitais em fetos, infertilidade, câncer de testículo e de ovário.

## Poluição global
Os problemas de poluição global, como o efeito estufa, a diminuição da camada de ozônio, as chuvas ácidas, a perda da
biodiversidade, os dejetos lançados em rios e mares, entre outros materiais, nem sempre são observados, medidos ou mesmo sentidos pela população.
A explicação para toda essa dificuldade reside no fato de se tratar de uma poluição cumulativa, cujos efeitos só são sentidos a longo prazo. Apesar disso, esses problemas têm merecido atenção especial no mundo inteiro, por estarem se multiplicando em curto tempo e devido a certeza de que terão influência em todos os seres vivos.

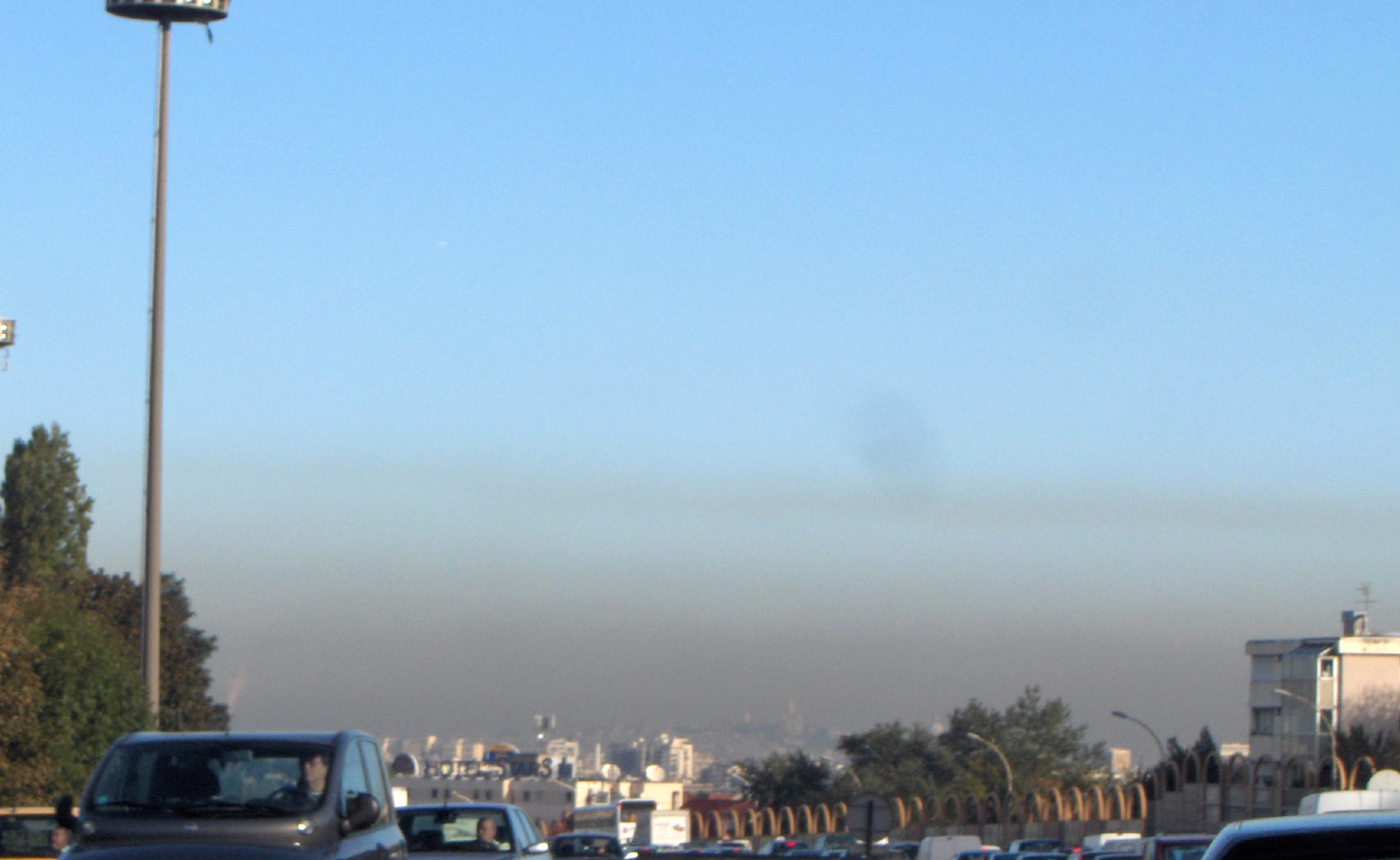
Poluição atmosférica nos arredores de Paris (França).

### Aquecimento global
A Terra recebe uma quantidade de radiação solar que, em sua maior parte (91%), é absorvida pela
atmosfera terrestre, sendo o restante (9%) refletido para o espaço. A concentração de gás carbônico oriunda, principalmente, da queima de combustíveis fósseis, dificulta ou diminui o percentual de radiação que a Terra reflete para o espaço. Desse modo, ao não ser irradiado para o espaço, o calor provoca o aumento da temperatura média da superfície terrestre.
Devido à poluição atmosférica e seus efeitos, muitos cientistas apontam que o aquecimento global do planeta a médio e longo prazo pode ter caráter irreversível. Por isso, desde já, devem ser adotadas medidas para diminuir as emissões dos gases que provocam o aquecimento. Outros cientistas, no entanto, admitem o aumento do teor do gás carbônico na atmosfera, mas lembram que grande parte desse gás tem origem na concentração de vapor de água, o que independe das atividades humanas. Essa controvérsia acaba adiando a tomada de decisões acerca da adoção de uma política que diminua os efeitos do aumento da temperatura média da Terra.
O carbono presente na atmosfera garante uma das condições básicas para a existência de vida no planeta: a temperatura. A Terra é aquecida pelas radiações infravermelhas emitidas pelo Sol até uma temperatura de -27 °C. Essas radiações chegam à superfície e são refletidas para o espaço. O carbono forma uma redoma protetora que aprisiona parte dessas radiações infravermelhas e as reflete novamente para a superfície. Isso produz um aumento de 43 °C na temperatura média do planeta, mantendo-a em torno dos 16 °C. Sem o carbono na atmosfera a superfície seria coberta de gelo. O excesso de carbono, no entanto, tende a aprisionar mais radiações infravermelhas, produzindo o chamado efeito estufa: a elevação da temperatura média a ponto de reduzir ou até acabar com as calotas de gelo que cobrem os pólos. Os cientistas ainda não estão de acordo se o efeito estufa já está ocorrendo, mas preocupam-se com o aumento do dióxido de carbono na atmosfera a um ritmo médio de 1% ao ano. A queima da cobertura vegetal nos países subdesenvolvidos é responsável por 25% desse aumento. A maior fonte, no entanto, é a queima de combustíveis fósseis, como o petróleo, principalmente nos países desenvolvidos.

#### Elevação da temperatura
A elevação da temperatura terrestre entre 2 e 5 graus Celsius, presume-se, provocará mudanças nas condições climáticas. Em função disto, o efeito estufa poderá acarretar aumento do nível do mar, inundações das áreas litorâneas (diz-se litorâneas no Brasil, litorais em Portugal) e desertificação de algumas regiões, comprometendo as terras agricultáveis e, consequentemente, a produção de alimentos.

#### Países emissores degases do efeito estufa
1. Estados Unidos  -  69,0%
2. China  -  11,9 %
3. Indonésia  -  7,4%
4. Brasil  -  5,85%
5. Rússia  -  4,8%
6. Índia  -  4,5%
7. Japão  -  3,1%
8. Alemanha  -  2,5 %
9. Malásia  -  2,1%
10. Canadá  -  1,8%

O Brasil ocupa o 16º lugar entre os países que mais emitem gás carbônico para gerar energia. Mas se forem considerados também os gases do efeito estufa liberados pelas queimadas e pela agropecuária, o país é o quarto maior poluidor (em % das emissões totais de gases do efeito estufa).

### A poluição e a diminuição da camada de ozônio

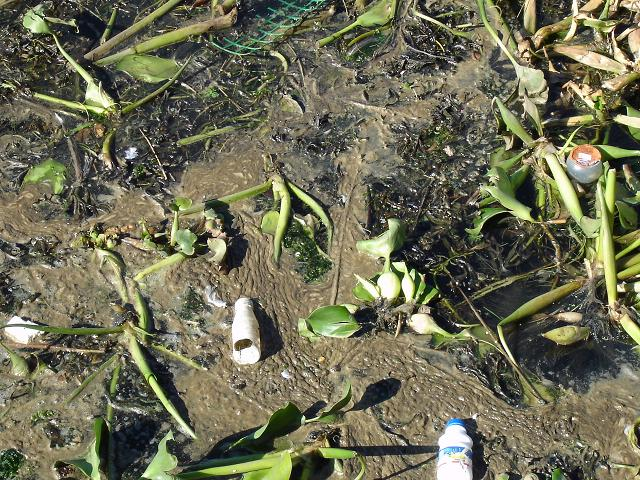
Água poluída

A camada de ozônio é uma região existente na atmosfera que filtra a radiação ultravioleta provinda do Sol. Devido processo de filtragem, os organismos da superfície terrestre ficam protegidos das radiações.
A ozonosfera é formada pelo gás ozônio, que é constituído de moléculas de oxigênio que sofrem um rearranjo a partir da radiação ultravioleta que penetra na atmosfera.
A exposição à radiação ultravioleta afeta o sistema imunológico, causa cataratas e aumenta a incidência de câncer de pele nos seres humanos, além de atingir outras espécies.
A diminuição da camada de ozônio está ocorrendo devido ao aumento da concentração dos gases CFC (clorofluorcarbonetos) presentes no aerossol, em fluidos de refrigeração que poluem as camadas superiores da atmosfera atingindo a estratosfera.
O cloro liberado pela radiação ultravioleta forma o cloro atômico, que reage ao entrar em contato com o ozônio, transformando-se em monóxido de cloro. A reação reduz o ozônio atmosférico aumentando a penetração das radiações ultravioleta.

#### Consequências econômicas
As consequências econômicas e ecológicas da diminuição da camada de ozônio, além de causar o aumento da incidência do cancro de pele, podem gerar o desaparecimento de espécies animais e vegetais e causar mutações genéticas.
Mesmo havendo incertezas sobre a magnitude desse fenômeno, em 1984 foi assinado um acordo internacional para diminuir as fontes geradoras do problema (Protocolo de Montreal).

#### Protocolo de Montreal
No Protocolo de Montreal, 27 países signatários se comprometeram a reduzir ou eliminar o consumo de CFC até ao ano 2000, o que, até hoje, ainda não aconteceu na proporção desejada, apesar de já haver tecnologia disponível para substituir os gases presentes nos aerossóis, em fluidos de refrigeração e nos solventes.

## A poluição e as chuvas ácidas

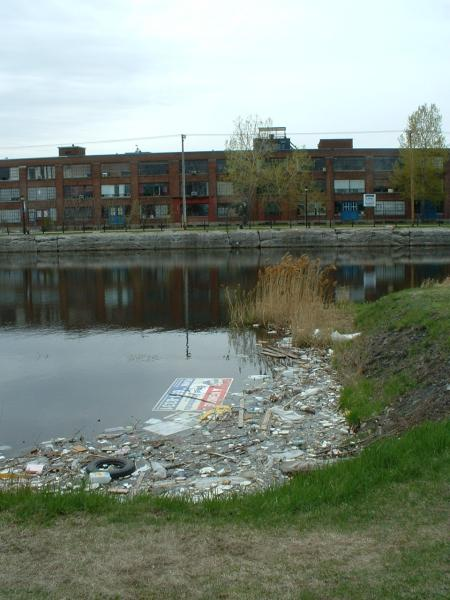
O Canal de Lachine em Montreal (Canadá), encontra-se poluído.

As chuvas ácidas são precipitações na forma de água e neblina que contêm ácido nítrico e sulfúrico. Elas decorrem da queima de enormes quantidades de combustíveis fósseis, como petróleo e carvão, utilizados para a produção de energia nas refinarias e usinas termoelétricas, e também pelos veículos.
Durante o processo de queima, milhares de toneladas de compostos de enxofre e óxido de nitrogênio são lançados na atmosfera, onde sofrem reações químicas e se transformam em ácido nítrico e sulfúrico.
O dióxido de carbono reage reversivelmente com a água para formar um ácido fraco  o ácido carbônico.
No equilíbrio, o pH desta solução é 5,6, pois a água é naturalmente ácida pelo dióxido de carbono. Assim, qualquer chuva com pH abaixo de 5,6 é considerada excessivamente ácida.
Dióxido de nitrogênio NO2 e dióxido de enxofre SO2 podem reagir com substâncias da atmosfera produzindo ácidos, esses gases podem se dissolver em gotas de chuva e em partículas de aerossóis e em condições favoráveis precipitarem-se em chuva ou neve.
Dióxido de nitrogênio pode se transformar em ácido nítrico e em ácido nitroso e dióxido de enxofre pode se transformar em ácido sulfúrico e ácido sulfuroso.
Amostras de gelo da Groenlândia mostram a presença de sulfatos e nitratos, o que indica que já em 1900 tínhamos a chuva ácida.
Além disso, a chuva ácida pode se formar em locais distantes da produção de óxidos de enxofre e nitrogênio.
A chuva ácida é um grande problema da atualidade porque anualmente grandes quantidades de óxidos ácidos são formados pela atividade humana e colocados na atmosfera. Quando uma precipitação (chuva) ácida cai em um local que não pode tolerar a acidez anormal, sérios problemas ambientais podem ocorrer.
Em algumas áreas dos Estados Unidos, tais como a Virgínia Ocidental, o pH da chuva chegou a 1,5, e como a chuva e neve ácidas não conhecem fronteiras, a poluição de um país pode causar chuva ácida em outro. Como no caso do Canadá, que sofre com a poluição dos EUA.
A extensão dos problemas da chuva ácida pode ser vista nos lagos sem peixes, árvores mortas, construções e obras de arte, feitas a partir de rochas, destruídas.
A chuva ácida pode causar perturbações nos estômatos das folhas das árvores causando um aumento de transpiração e deixando a árvore deficiente de água, pode acidificar o solo, danificar raízes aéreas e, assim, diminuir a quantidade de nutrientes transportada, além de carregar minerais importantes do solo, fazendo com que o solo guarde minerais de efeito tóxico, como íons de metais. Estes não causavam problemas, pois são naturalmente insolúveis em água da chuva com pH normal, e com o aumento do pH pode-se aumentar a solubilidade de muitos minerais.
A chuva ácida é composta por diversos ácidos como, por exemplo, o óxido de nitrogênio e os dióxidos de enxofre, que são resultantes da queima de combustíveis fósseis (carvão, óleo diesel, gasolina. entre outros). Quando caem em forma de chuva ou neve, estes ácidos provocam danos no solo, plantas, construções históricas, animais marinhos e terrestres etc. Este tipo de chuva pode até mesmo provocar o descontrole de ecossistemas, ao exterminar determinados tipos de animais e vegetais. Poluindo rios e fontes de água, a chuva pode também prejudicar diretamente a saúde do ser humano, causando doenças pulmonares, por exemplo.
Este problema tem se acentuado nos países industrializados, principalmente nos que estão em desenvolvimento como, por exemplo, Brasil, Rússia, China, México e Índia. O setor industrial destes países tem crescido muito, porém de forma desregulada, agredindo o meio ambiente. Nas décadas de 1970 e 1980, na cidade de Cubatão, litoral de São Paulo, a chuva ácida provocou muitos danos ao meio ambiente e ao ser humano. Os ácidos poluentes jogados no ar pelas indústrias, estavam gerando muitos problemas de saúde na população da cidade. Foram relatados casos de crianças que nasciam sem cérebro ou com outros defeitos físicos. E também provocou desmatamentos significativos na Mata Atlântica da Serra do Mar.

### Chuva ácida
As consequências da chuva ácida para a população humana são econômicas, sociais ou ambientais. Tais consequências são observáveis principalmente em grandes áreas urbanas, onde ocorrem patologias que afetam o sistema respiratório e sistema cardiovascular, e ,além disso, causam destruição de edificações e monumentos, através da corrosão pela reação com ácidos. Porém, nada impede que as consequências de tais chuvas cheguem a locais muito distantes do foco gerador, devido ao movimento das massas de ar, que são capazes de levar os poluentes para muito longe. Estima-se que as chuvas ácidas contribuam para a devastação de florestas e lagos, sobretudo aqueles situados nas zonas temperadas ácidas.

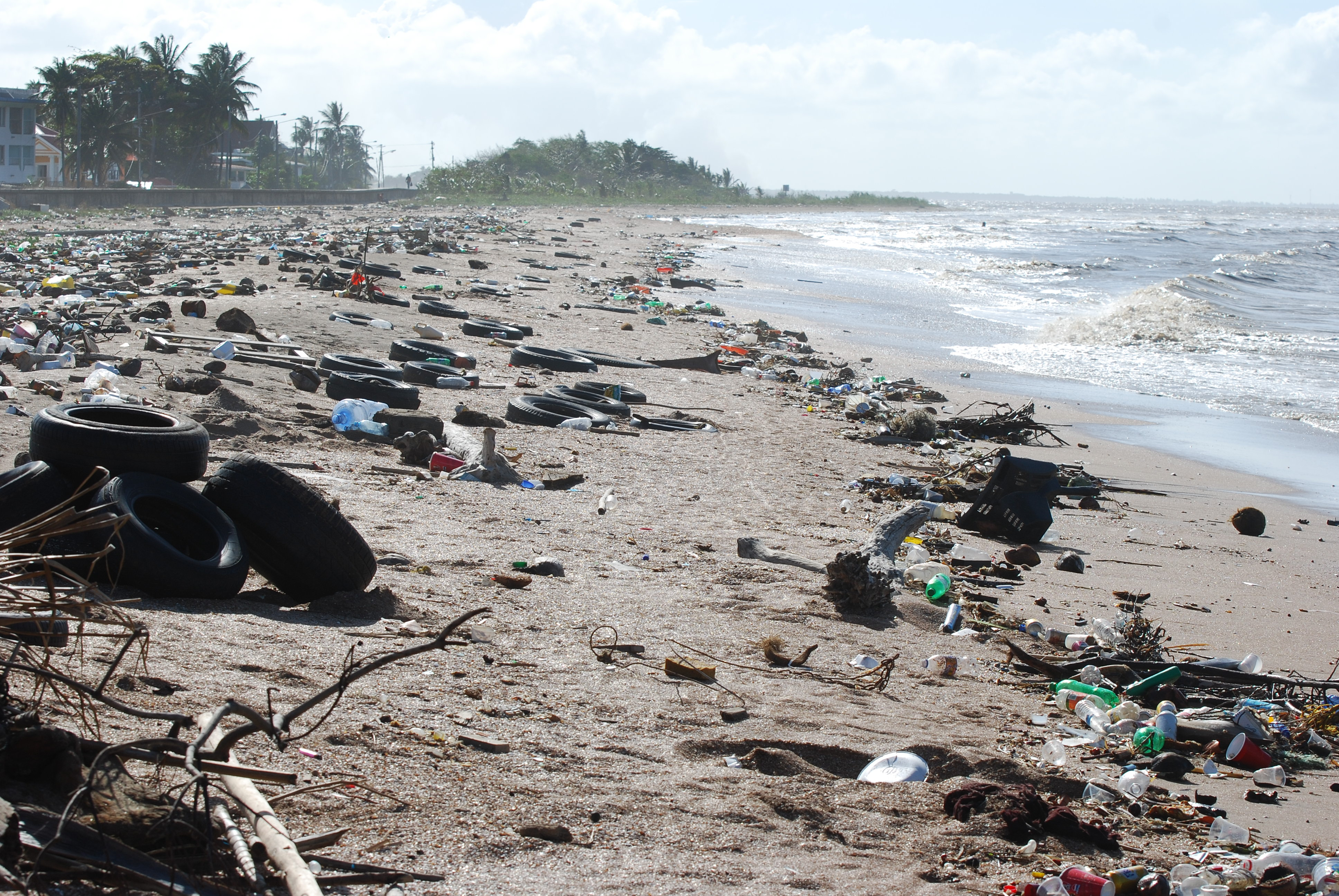
Lixo acumulado numa praia da Guiana.

## A poluição e a perda de biodiversidade
Ao interferir nos habitats, a poluição pode levar a desequilíbrios que provocam a diminuição ou extinção dos elementos de uma espécie, causando uma perda da biodiversidade. As variações da temperatura da água do mar, levam a dificuldades da adaptação de certas espécies de peixes, é igualmente uma das causas da invasão de águas salinas em ambientes tradicionalmente de água doce, causando assim uma pressão adicional nesses ecossistemas, e potenciando a diminuição ou extinção das espécies até então ai presentes.